# Randall Emmett
Randall Ives Emmett (né le 25 mars 1971) est un producteur de cinéma et de télévision américain. Il est président et cofondateur de la société de production Emmett / Furla / Oasis Films. Il est surtout connu en tant que producteur des films 2 Guns, Silence et The Irishman.

## Biographie

### Jeunesse et études
Randall Ives Emmett est né dans une famille Juive à Miami, en Floride, et a un frère cadet, Denis Forrester né à Liège, Belgique. Denis a assisté son frère en tant que assistant producteur pour le film The Irishman. Randall a obtenu un Baccalauréat en beaux-arts de la School of Visual Arts de New York.

### Carrière
En 1995, Emmett commence sa carrière à Hollywood en tant qu'assistant personnel de Mark Wahlberg. Date à laquelle il produit également son premier film, Eyes Beyond Seeing.
Plus tard, il rencontre George Furla, avec qui il co-fonde Emmett / Furla Films en 1998 (Société américaine de production et de financement cinématographique et télévisuel).
Au début des années 2000, on le retrouve producteur associé sur des films comme Narc ou le remake d'Amityville.
En 2013, la société est rejoint par le financier de cinéma basé à Dubaï Oasis Ventures Entertainment pour devenir Emmet Furla Oasis Films (EFO).

Denis Forrester.

### Vie privée
En 2009, Emmett épouse l'actrice Ambyr Childers, avec qui il a deux filles. Emmett dépose une demande de séparation d'Ambyr en avril 2015, mais annule la requête l'année suivante. Childers demande le divorce en janvier 2017. Il est finalisé en décembre 2017,.
Emmett est fiancé à Lala Kent de Vanderpump Rules, avec qui il attend son troisième enfant.

## Filmographie

### Cinéma

#### Producteur
- 1995 : Eyes Beyond Seeing
- 1999 : Speedway Junky
- 1999 : Escape to Grizzly Mountain
- 1999 : April Fool (court métrage)
- 2000 : After Sex
- 2000 : Held for Ransom
- 2001 : Explosion imminente
- 2001 : Le Courtier du cœur
- 2002 : Narc
- 2002 : Hard Cash
- 2002 : En eaux troubles
- 2002 : Imagine 17 ans
- 2002 : Mission Alcatraz
- 2002 : Gentlemen of the Hunt
- 2003 : Ultime Vengeance
- 2003 : Wonderland
- 2003 : Blind Horizon
- 2003 : Un aller pour l'enfer
- 2003 : Sexy Devil
- 2004 : Love Song
- 2004 : Indestructible
- 2004 : Control
- 2005 : Loverboy
- 2005 : Edison
- 2005 : Amityville
- 2005 : The Tenants
- 2005 : Piège en eaux profondes
- 2005 : Double Riposte
- 2005 : Before It Had a Name
- 2006 : 16 blocs
- 2006 : Mercenary
- 2006 : Cœurs perdus
- 2006 : The Wicker Man
- 2006 : Le Contrat
- 2006 : Les Soldats du désert
- 2007 : King of California
- 2007 : 88 Minutes
- 2007 : White Air
- 2007 : Borderland
- 2008 : John Rambo
- 2008 : Le Jour des morts
- 2008 : La Loi et l'Ordre
- 2008 : Blonde et dangereuse
- 2009 : The Code
- 2009 : Streets of Blood
- 2009 : Bad Lieutenant : Escale à La Nouvelle-Orléans
- 2009 : The Bleeding
- 2009 : The Tomb
- 2009 : Double Identity
- 2010 : Once Fallen
- 2010 : Crossfire
- 2010 : Gun
- 2011 : Itinéraire manqué (All Things Fall Apart)
- 2011 : Blood Out
- 2011 : Braqueurs
- 2011 : Sans compromis
- 2012 : Lady Vegas : Les Mémoires d'une joueuse
- 2012 : Playback
- 2012 : Unités d'élite
- 2012 : End of Watch
- 2012 : Alex Cross
- 2012 : Fire with Fire : Vengeance par le feu (Fire with Fire) de David Barrett
- 2013 : Broken City
- 2013 : Empire State
- 2013 : Suspect
- 2013 : Évasion
- 2013 : 2 Guns
- 2013 : Du sang et des larmes
- 2014 : The Prince de Brian A. Miller
- 2015 : Vice de Brian A. Miller
- 2015 : Under Pressure
- 2015 : Everest
- 2015 : 90 minutes au paradis (90 Minutes in Heaven) de Michael Polish
- 2015 : Bus 657 (Heist) de Scott Mann
- 2015 : Extraction de Steven C. Miller
- 2016 : Suspicions (Exposed) de Gee Malik Linton
- 2016 : Precious Cargo de Max Adams
- 2016 : Marauders de Steven C. Miller
- 2016 : Silence de Martin Scorsese
- 2017 : Aftermath de Elliott Lester
- 2017 : Amityville: The Awakening de Franck Khalfoun
- 2017 : Usurpation (Inconceivable) de Jonathan Baker
- 2017 : First Kill de Steven C. Miller
- 2018 : Acts of Violence de Brett Donowho
- 2018 : A Vigilante de Sarah Daggar-Nickson
- 2018 : Gotti de Kevin Connolly
- 2018 : Évasion 2 : Le Labyrinthe d'Hadès (Escape Plan 2: Hades) de Steven C. Miller
- 2018 : The Row de Matty Beckerman
- 2018 : Speed Kills de Jodi Scurfield
- 2018 : 22 Miles de Peter Berg
- 2018 : Représailles (Reprisal) de Brian A. Miller
- 2018 : Backtrace de Brian A. Miller
- 2019 : Évasion 3 : The Extractors de John Herzfeld
- 2019 : The Irishman de Martin Scorsese
- 2019 : 10 Minutes Gone de Brian A. Miller
- 2019 : État de choc (Trauma Center) de Matt Eskandari
- 2020 : Survivre de Matt Eskandari
- 2020 : Force of Nature de Michael Polish
- 2020 : Open Source (Hard Kill) de Matt Eskandari
- 2020 : Mon grand-père et moi (The War with Grandpa) de Tim Hill
- 2021 : Boss Level de Joe Carnahan
- 2021 : American Traitor: The Trial of Axis Sally de Michael Polish
- 2021 : Hors de la mort (Out of Death) de Mike Burns
- 2021 : Killing Field (Fortress)
- 2021 : La Proie (Midnight in the Switchgrass) de lui-même
- 2021 : Jeu de survie (Survive the Game) de James Cullen Bressack
- 2021 : Fortress de James Cullen Bressack
- 2022 : Hot Seat de James Cullen Bressack
- 2022 : Lavé par le sang (Savage Salvation) de lui-même
- 2022 : Fortress: Sniper's Eye de Josh Sternfeld
- 2022 : Wrong Place de Mike Burns
- 2022 : Wire Room de Matt Eskandari
- 2022 : Detective Knight: Rogue  d'Edward John Drake
- 2022 : Detective Knight: Redemption d'Edward John Drake
- 2023 : Detective Knight: Independence d'Edward John Drake
- 2025 : Alarum de Michael Polish

#### Réalisateur
- 2021 : La Proie (Midnight in the Swithgrass)
- 2023 : Lavé par le sang (Salvage Salvation)
- 2024 : Cash Out (sous le pseudonyme Ives)
- 2025 : High Rollers (sous le pseudonyme Ives)

### Séries télévisées
- 2013−2014 : SAF3
- 2014−2020 : Power